# Sjeverni Fali jezik
Sjeverni Fali jezik (ISO 639-3: fll), nigersko-kongoanski jezik uže skupine adamawa, kojim govori 16 000 ljudi (1982 SIL) iz plemena Fali u provinciji North u Kamerunu. Zajedno s južnim fali jezikom čini podskupinu fali.
Postoje tri dijalekta dourbeye (fali-dourbeye), bossoum (fali-bossoum, bonum) i bveri (fali du peske-bori, peske, bori). Potiskuje ga adamawa fulfulde [fub].

## Vanjske poveznice
- Ethnologue (14th)
- Ethnologue (15th)